# Пам'ятники Херсона
Ця стаття є переліком монументів та пам'ятників сучасного Херсона з різних епох та присвячених різним особам та подіям.

## Сучасні пам'ятники
| Назва                                                                       | Дата встановлення              | Розташування                                                  | Фото | Короткі відомості |
| Пам'ятник Невідомому солдатові                                              |                                | Цвинтар на Забалці                                            |      | |
| Стела пам'яті нафтовикам, що полягли в боях                                 |                                | Вул. Нафтовиків                                               |      | |
| Меморіал «Слава визволителям Херсона в роки Великої Вітчизняної війни»      |                                | Просп. Незалежності                                           |      | На постаменті розміщено світлини та прізвища тих, кому присвоєно звання Героя Радянського Союзу за звільнення Херсона. А також фото хроніки, план військової операції 13 березня 1944 року на берегах Дніпра. |
| Меморіальний комплекс загиблим викладачам та студентам                      |                                | Сквер Аграрного університету                                  |      | Напис на постаменті: «Студентам та співробітникам інституту, які загинули в боях за нашу Батьківщину. Вічна пам'ять полеглим 1941—1945 рр.» |
| Скульптура моряка                                                           |                                | Вул. Соборна                                                  |      | Біля входу до Херсонського морехідного училище рибної промисловості розташована бронзова скульптура моряка та гармата зразка XVIII століття. |
| Меморіал Афіни Паллади                                                      |                                | Вул. Небесної сотні, 27                                       |      | Розташована на території Херсонського Державного Університету, обрамлена клумбою. Тут же розташовано меморіальну дошку викладачам та студентам ВНЗ, які загинули під час Другої світової війни. |
| Серце закоханих                                                             |                                | Сквер Михайла Грушевського                                    |      | Одночасно було встановлено архітектурний ансамбль, який складається з «Серця закоханих» та «Лавки закоханих». |
| Казкове дерево                                                              |                                | Вул. Європейська                                              |      | Автор — херсонський скульптор «Гепард». Скульптура являє собою засохлий платан XVIII століття з ручною різьбою. |
| Пам'ятник робітниці нафтопереробного заводу                                 |                                | Вул. Нафтовиків, 75                                           |      | Скульптура розташована на будівлі Херсонського нафтеперегонного заводу. |
| Пам'ятник нафтовикові                                                       |                                | Вул. Нафтовиків, 75                                           |      | Скульптура розташована на будівлі Херсонського нафтеперегонного заводу. |
| Скульптура «Спорт»                                                          |                                | Вул. Петра Калнишевського, 2а                                 |      | Розташована на вході до Вищого училища фізичної культури. |
| Меморіальний камінь у пам'ять про загиблих вчителів                         |                                | Парк «Херсонська фортеця»                                     |      | Встановлений вчителями однієї зі шкіл Таврійського мікрорайону. Напис на камені говорить: «Алея пам'яті вчителів м. Херсон, загиблих у боях Великої Вітчизняної війни». |
| Пам'ятник загиблим при форсуванні Дніпра та звільненні Херсона              |                                | Антонівка                                                     |      | Розташований на повороті до залізничного мосту. На меморіальній дошці написано: «Хто поліг у бою, славен у віках, бо загинув він, як герой! Тут 13 березня 1944 року війська 3-го Українського фронту, 49-а гвардійська, 295-а стрілецька дивізії, 377-й полк, 243-й окремий батальйон зв'язку та 773-й окремий радіо-дивізіон форсували Дніпро і в результаті запеклих вуличних боїв очистили наше місто від німецько-фашистських загарбників. Вам, витязі Великої Вітчизняної війни, що повернули Херсону сонце й радість, — СЛАВА!» |
| Меморіал від мешканців селищ Антонівка та Кіндійки                          |                                | Кіндійка                                                      |      | |
| Статуя сфінкса                                                              |                                | Житлоселище                                                   |      | |
| Статуя німфи                                                                |                                |                                                               |      | |
| Стела на честь Миколи Кузнєцова                                             |                                | Вул. Перекопська, 173а                                        |      | Встановлена в дворі школи № 36. |
| Пам'ятник херсонським портовикам, які загинули в Другій світовій війні      |                                |                                                               |      | |
| Пам'ятник Леніну                                                            |                                | Вул. Марії Фортус                                             |      | Знаходиться на території Орендного рибогосподарського кооперативу «Рибалки Херсона». |
| Скульптури двох атлантів                                                    | Приб. кін. ХІХ — поч. ХХ ст.   | Вул. Європейська, 8                                           |      | Скульптури двох атлантів розташовані на стіні будинку, підтримують балкон. Автор скульптур, як і будинку, — не відомий. |
| Пам'ятний знак Богданові Хмельницькому                                      | 1990-ті                        | Вул. Перекопська, 13 (Площа поряд із кінотеатром «Ювілейний») |      | Пам'ятний знак встановлений невідомо ким і коли точно, на якому значиться напис: «На цьому майдані буде споруджено пам'ятник гетьману Богдану Хмельницькому». |
| Пам'ятник Джонові Говарду                                                   | 1820                           | Просп. Незалежності, 50                                       |      | Встановлений на могилі Джона Говарда, скульптор — Василь Стасов. П'єдестал та обеліск виготовлені з інгулецького вапняка, сонячний годинник виготовлено з позолоченої міді. Напис на стелі говорить: «Говард. Помер 20 січня на 65 році життя. Alios salvos fecit. Vixit propter alios». |
| Пам'ятник першим комсомольцям                                               | 1959                           | Парк «Херсонська фортеця»                                     |      | Виконаний у вигляді 18-метрового обеліска на постаменті. Автори: архітектори — Л. А. Кузьменко, Ю. А. Моїсеєв, Ю. П. Тарасов, скульптор — П. І. Кравченко. 5 квітня 2021 р. з монумента була знята табличка з підписом. |
| Пам'ятник страченим учасникам херсонського підпілля                         | 1965                           | Вул. Європейська, 29                                          |      | За радянською легендою на місці, де було встановлено пам'ятник, 1942 року німці стратили десятьох радянських підпільників (серед них — члени підпільної піонерської організації брати Чернявські та Запорожчуки). |
| Пам'ятний камінь на місці форсування Дніпра                                 | 1965                           | Вул. Перекопська                                              |      | За деякими свідченнями на місці встановлення пам'ятного каменю радянські спецслужби після звільнення міста від німецької окупації проводили масові страти місцевого населення, яке допомагало окупантам, було запідозрене в такій допомозі або ж брало участь в українському національно-визвольному русі. |
| Погруддя Іллі Кулика                                                        | 1966                           | Парк «Херсонська фортеця»                                     |      | Автори: скульптор М. Б. Писанко, архітектор — Ю. А. Васильченко. |
| Пам'ятний камінь на місці загибелі 1276 радянських громадян — жертв фашизму | 1966                           | Вулиця Гімназична                                             |      | |
| Пам'ятна стела про нагородження Херсонської області                         | 1967                           | Привокзальна площа                                            |      | Пам'ятник являє собою стелу з зображенням Ордена Леніна та меморіальну дошку з написом: «НАКАЗ Президіуму Верховної Ради СРСР про нагородження Херсонської області Української РСР Орденом ЛЕНІНА за успіхи, отримані трудящими області в господарському та культурному будівництві нагородити Херсонську область Української РСР Орденом ЛЕНІНА.» В травні 2015 зображення ордена демонтоване. |
| Погруддя Дмитра Карбишева                                                   | 1968                           | Вул. Полтавська, 89                                           |      | На меморіальній дошці можна прочитати: «Дмитрові Михайловичу Карбишеву від юних карбишевців школи-інтернату № 2» (погруддя було встановлено на території колишнього інтернату № 2). Автор — І. Г. Шапко. |
| Пам'ятник воїнам-визволителям                                               | 1969                           | Парк Слави                                                    |      | Пам'ятник становить собою танк «Т-34», встановлений на постамент. Встановлено на честь 25-річчя звільнення міста від німецької окупації. Архітектори: Ю. О. Васильченко, Ю. П. Тарасов. |
| Пам'ятник Солдати Суворова в бою                                            | 1970                           | Вул. Європейська                                              |      | Барельєф херсонського скульптора Івана Білокура. |
| Пам'ятник на честь працівників ПТС, загиблих на фронтах війни               | 1970                           | Район ТЕЦ                                                     |      | |
| Пам'ятник Тарасові Шевченко                                                 | 1971                           | Просп. Текстильників                                          |      | Автори — скульптор Іван Білокур та архітектор Ю. Тарасов. |
| Пам'ятник Першим херсонським корабелам                                      | 1972 (за іншими даними — 1971) | Набережна по просп. Незалежності                              |      | Автори: скульптори — Іван Білокур, Володимир Потребенко, В. Л. Шкуропат, архітектори — Г. П. Сікула, Ю. П. Тарасов. Встановлений на кордоні Херсонської адміралтейської верфі, з якої 16 вересня 1783 року було спущено на воду перший корабель Чорноморського флоту «Слава Єкатерини», який зображено на монументі. |
| Пам'ятник Зої Космодем'янській                                              | 1973                           | Вул. Церковна, 19                                             |      | Встановлено на території школи № 13. Автори: скульптор — Володимир Потребенко, архітектор — М. Шевчук. |
| Монумент «Гармата-ветеран» на честь воїнів-визволителів міста               | 1975                           | Площа 13 Березня                                              |      | Встановлений на честь 30-річчя перемоги в Другій світовій війні та 31-річчя визволення Херсона від німецької окупації. Являє собою 122-міліметрову гаубицю № 16647, встановлену на постамент. |
| Меморіальний камінь у пам'ять про загиблих у Другій світовій війні          | 1975                           |                                                               |      | Встановлений на честь 30-річчя перемоги в Другій світовій війні вчителями школи № 55 в Шуменському мікрорайоні. |
| Меморіальний комплекс загиблим землякам                                     | 1977                           | Острів, вул. Дорофеєва                                        |      | Автори — архітектор І. М. Костюченко, скульптор В. Б. Процький (за іншими даними: скульптор — В. П. Яроцький, архітектор — М. М. Костенко). Обеліск стилізовано під вітрило, поруч зі стелою з барельєфами солдата, матроса, рибалки. На стелі зазначено: «В ім'я тих, хто живе сьогодні, заради майбутніх поколінь віддали свої життя наші воїни-земляки. ВІЧНА СЛАВА ГЕРОЯМ». |
| Пам’ятник автомобілістам і шляховикам                                       | 2013                           | Миколаївське шосе                                             |      | автомобіль ЗІС-5 на постаменті, архітектор В. М. В. М. Громихін |
| Погруддя Миколи Субботи                                                     | 1978                           | Парк «Херсонська фортеця»                                     |      | Автори — скульптор В. Шкуропат, архітектор Ю. Тарасов |
| Пам'ятник морякам Дунайської флотилії                                       | 1979 (за іншими даними — 1980) | 2-й Слобідський пров. (Придніпровський узвіз, 1)              |      | Становить собою броньований катер БКА № 301, піднятий 1979 року з дна Дніпра поблизу Антонівського мосту та встановлений того ж року на постамент, який нависає над Дніпром. Автори — архітектори Ю. П. Тарасов, А. С. Семенчук. |
| Пам'ятний знак «Воїнам-визволителям 295 стрілецької дивізії»                | 1983                           | Вул. 295 стрілецької дивізії                                  |      | Автори: скульптор В. П. Яроцький, архітектор М. М. Костюченко. |
| Меморіальний комплекс Алея Слави                                            | 1989                           | Парк Слави                                                    |      | Встановлений на місці, де 1966 року в плавнях було знайдено тіло невідомого солдата. 13 березня 1967 року відбулося урочисте перепоховання воїна та встановлення пам'ятного знака. 9 травня 1967 року тут вперше було запалено Вічний вогонь. І вже 1989 року було повністю завершено масштабний скульптурний ансамбль «Алея Слави». Автори: архітектори В'ячеслав Громихін, С. Захаров, Ю. Платонов та скульптор Валентин Зноба. |
| Пам'ятник жертвам тоталітарного режиму                                      | 1992                           | Вул. Тираспільська                                            |      | Автори — скульптор Є. В. Бондаренко, архітектор В'ячеслав Громихін. |
| Монумент на честь 50-річчя Перемоги в Другій світовій війні «Ніка»          | 1995                           | Площа Перемоги                                                |      | Автори: скульптори Іван Білокур та Володимир Потребенко, архітектор М. Г. Костюченко. Пам'ятник виготовлено з бетону, його загальна висота — 22 метри. |
| Пам'ятник на честь воїнів-інтернаціоналістів «Скорботна мати»               | 1999                           | Парк Слави                                                    |      | Автори: скульптор Святослав Астаулов, архітектори Вячеслав Шевелюк та Володимир Чаплик. Являє собою мідну скульптуру скорботної жінки, яка тримає в руках ікону Христа Спасителя. Стоїть скульптура на постаментові, прикрашеному плиткою з червоного мармуру. Перед скульптурою знаходиться квітка тюльпану зі сталі, а також дошка з написом: «Синам Херсонщини, які загинули в Афганістані та в інших війнах за кордоном». |
| Пам'ятник постраждалим у Чорнобильській катастрофі                          | 2001                           | Парк «Херсонська фортеця»                                     |      | Пам'ятник має вигляд гранітної стели на подвійному постаменті, встановлений на центральній алеї парку імені Ленінського Комсомолу. Відкрито пам'ятник було на 15-ту річницю трагічних подій 1986 року. На лицевій стороні стели символічно зображено вогонь та дзвони, а в її центрі розміщено напис: «26 квітня 1986 року постраждалим внаслідок Чорнобильської катастрофи». |
| Композиція «Пектораль»                                                      | 2005                           | Вул. Грушевського,                                            |      | Розташована на невеликому майданчикові біля Центрального ринку. Центральною фігурою композиції, що складається з трьох частин, є слов'янська богиня Лада — богиня врожаю та плодючості, з якою пов'язували пробудження природи. В руках вона тримає плоди — дольку кавуна та пук пшеничних колосків. Сама богиня перебуває в оточенні казкових птахів із жіночими обличчями. Нижній ярус скульптури зображує підводний світ, який нагадує про багатство Дніпровського лиману. Автор композиції — херсонський скульптор Юрій Степанян.  |
| Скульптура Божої Матері                                                     | 2009                           | Вул. Торгова                                                  |      | Автор — Віктор Тишкевич. Скульптура є зменшеною копією львівської Божої Матері. Розташовано скульптуру на місці зруйнованої більшовиками Покровської єдиновірної церкви. У висоту сягає 2,5 метра, виконана з білого штучного каменю, дивиться на схід сонця. |
| Погруддя Всеволода Заботіна                                                 | 2009                           | Вул. Патона, 4                                                |      | Одночасно з відкриттям пам'ятника було відкрито сквер імені Всеволода Заботіна. Автор — скульптор Віктор Тишкевич. |
| Погруддя Василя Маргелова                                                   | 2010                           | Вул. Перекопська                                              |      | |
| Діорама «Перемога російського флоту над турками»                            | 5 жовтня 2011                  | Ботанічний сад при ХДУ                                        |      | Діорама складається з трьох частин: взяття росіянами під командуванням Олександра Суворова фортеці Ізмаїл, трьох бойових морських орденів — Суворова, Ушакова та Нахімова, а також закладання на верфі Херсона першого 60-гарматного корабля «Свята Катерина» для Чорноморського флоту. Ще однією частиною діорами є діючий храм-маяк Миколи Чудотворця в пам'ять за загиблими в Чорному морі моряками. Разом із діорамою було відкрито барельєф Григорію Потьомкіну.                                                                  |
| Пам'ятний знак «Героям Сталінграда»                                         | 2012                           | Площа Героїв                                                  |      | |
| Скульптура «Червона калина»                                                 | 2012                           | Вул. Лютеранськаа, територія каплиці Феодора Ушакова          |      | Пам'ятник присвячено міліціонерам, які загинули, виконуючи свій обов'язок. Автор скульптури — Юрій Степанян. Скульптура являє собою пам'ятник висотою 2,5 м, висечений з суцільного інкерманського каменю. На камені зображено жінку з опущеною головою, у руці вона тримає гроно калини. |
| Меморіальний комплекс «Воїнам-інтернаціоналістам»                           | 15 лютого 2013                 | Парк Слави                                                    |      | Автор — В'ячеслав Громихін. Являє з себе стелу, на якій зображено скульптуру молодого солдата. Також на табличках вибито імена 67 херсонців, які загинули в Афганській кампанії. Меморіальний комплекс розташовано навпроти Пам'ятнику воїнам-визволителям (танк Т34). Виготовлено пам'ятник із натурального 7-тонного каменю, у висоту він сягає до 5 метрів. |
| Сон Сирени                                                                  | 1 липня 2013                   | Бульвар Мирний                                                |      | Автор — київський скульптор Володимир Протас. Висота приблизно 2,7 м. Є частиною скульптурної композиції «Легенди Таврії». |
| Візник                                                                      | 1 липня 2013                   | Бульвар Мирний                                                |      | Автор — харківський скульптор Володимир Кочмар. Висота приблизно 2,7 м. Є частиною скульптурної композиції «Легенди Таврії». |
| Поцілунок Кентавра                                                          | 1 липня 2013                   | Бульвар Мирний                                                |      | Автор — краматорський скульптор В'ячеслав Гутиря. Висота приблизно 2,7 м. Є частиною скульптурної композиції «Легенди Таврії». |
| Скіф                                                                        | 1 липня 2013                   | Бульвар Мирний                                                |      | Автор — харківський скульптор Сергій Сбитнєв. Висота приблизно 2,7 м. Є частиною скульптурної композиції «Легенди Таврії». |
| Борисфен                                                                    | 1 липня 2013                   | Бульвар Мирний                                                |      | Автор — дніпродзержинський скульптор Гарнік Хачатрян. Висота приблизно 2,7 м. Є частиною скульптурної композиції «Легенди Таврії». |
| Цариця Таврії                                                               | 1 липня 2013                   | Бульвар Мирний                                                |      | Автор — херсонський скульптор Юрік Степанян. Висота приблизно 2,7 м. Є частиною скульптурної композиції «Легенди Таврії». |
| Пам'ятник Небесній Сотні                                                    | 2014                           | Площа Свободи                                                 |      | Щогла з прапором України встановлена на честь полеглих під час Євромайдану героїв Небесної Сотні, замінила пам'ятник Леніну. |

## Колишні пам'ятники
| Назва                                      | Дата встановлення | Дата знесення  | Розташування                                                                     | Фото | Короткі відомості |
| Пам'ятник Орджонікідзе                     | 1946              | 2015           | Вул. Нафтовиків                                                                  |      | Автори: скульптори — Іван Білокур, Володимир Потребенко, В. Л. Шкуропат, архітектори — Г. П. Сікула, Ю. П. Тарасов. Спочатку був встановлений на розі вул. Леніна (Соборна) та Жовтневої революції, 1959 року переміщений на сучасне місце перебування. Демонтований відповідно до рішення міської ради від 17 липня 2015 року. |
| Погруддя Ворошилову                        |                   |                | Перехрестя вул. Старообрядницької та провул. Сестер Гозадінових                  |      | |
| Скульптурна композиція «Ленін та Сталін»   |                   | 1950-ті        | Шевченківський парк                                                              |      | Була вироблена з гіпсу й пофарбована «під бронзу». |
| Скульптурна композиція «Сталін та Горький» |                   | 1950-ті        | Шевченківський парк                                                              |      | |
| Скульптурна композиція «Дружба народів»    |                   |                | Просп. Незалежності, перед клінічною лікарнею Суворовського району               |      | Складалась із трьох скульптур: європейця, азійки та африканця. |
| Пам'ятник Феліксу Дзержинському            |                   |                | Вул. Соборна                                                                     |      | Дивився обличчям на фонтан, за спиною пам'ятника був будинок № 12 на вул. Соборній. |
| Пам'ятник Леніну                           |                   |                | Просп. Незалежності, вхід до Шевченківського парку                               |      | |
| Пам'ятник Павликові Морозову               |                   |                | Вул. Європейська                                                                 |      | Розташовувався на фасаді кінотеатру імені Дружби Народів. |
| Погруддя Леніну                            |                   |                | Вул. Комкова                                                                     |      | |
| Пам'ятник Сталіну                          |                   |                | Вул. Торгова                                                                     |      | Був встановлений у Покровському сквері на місці зруйнованої церкви. |
| Пам'ятник Сталіну                          |                   |                | Потьомкінський сквер                                                             |      | Був встановлений у Потьомкінському сквері при вході в обласний драматичний театр. |
| Пам'ятник Сталіну                          |                   | Сер. 1950-тих  | Вул. Нафтовиків                                                                  |      | Стояв на місці, де згодом було розміщено пам'ятник Орджонікідзе. |
| Пам'ятник Леніну                           |                   | Кін. 1970-тих  | Вул. Нафтовиків                                                                  |      | Стояв на постаменті з-під пам'ятника Сталіну на місці, де згодом було розміщено пам'ятник Орджонікідзе. |
| Пам'ятник Карлу Марксу                     | 1922              | 1980/90-ті     | Потьомкінський сквер                                                             |      | Був встановлений замість пам'ятника Григорію Потьомкіну на його ж постаменті. Вироблений був секцією образотворчого мистецтва при Наросвіті. Перший варіант пам'ятника (бюст із вінком на грудях) не простояв довго і розсипався. Другий пам'ятник Марксові на цьому ж місці було зруйновано під час війни. Й уже 1958 року на його місці було встановлено міцнішу статую в повний зріст. |
| Пам'ятник Леніну                           | 1930-ті           | 1941           | Вул. Соборна, 34                                                                 |      | |
| Пам'ятник Леніну                           | 1965              | 2014           | Площа Свободи                                                                    |      | Автори — скульптори Л. Родіонов, Ю. Лоховинін, архітектори Є. Полторацький, Є. Александров. |
| Пам'ятник Феліксові Дзержинському          | 1976              | 2014           | Вулиця Лютеранська                                                               |      | Автори — скульптор Володимир Потребенко, архітектори І. Бурда, Ю. Тарасов. |
| Пам'ятна стела Героїв Сталінграда          | 1982 (?)          | 2011           | Площа Героїв                                                                     |      | |
| Христос перед стражданнями                 | 2012              | 2014           | Територія храму Святої мучениці Варвари (Херсонська міська лікарня ім. Тропіних) |      | Скульптуру було вироблено з дерева польським скульптором Александром Майєрські. На ній було зображено образ Ісуса Христа перед розп'яттям. У ніч з 9 на 10 лютого скульптуру було викрадено невідомими. |
| Погруддя Олександра Цюрупи                 | 1967              | 30 травня 2016 | Вул. Стрітенська, 23                                                             |      | Розташований на території аграрного університету. Автор — Валентин Зноба. |
| Пам'ятник князю Потьомкіну Таврійському    | 1836, 2003        | 26 жовтня 2022 | Потьомкінський сквер                                                             |      | Пам'ятник було встановлено 1836 року в Потьомкінському сквері на честь 45-річчя поховання Григорія Потьомкіна у Спаському соборі. Автори — архітектор Франц Боффо та скульптор Іван Мартос. 27 квітня 1921 року демонтований більшовиками та перенесений у двір Херсонського історико-археологічного музею, звідки зник на початкові 1944 року в часи війни; відновлений 2003 року Юріком Степаняном на честь святкування 225-річчя заснування міста. Під час російської окупації 26 жовтня 2022 року був демонтований та вивезений російськими окупантами при підготовці відступу з Херсону. |
| Погруддя Олександра Суворова               | 1950              | 24 жовтня 2022 | Вул. Європейська, 1                                                              |      | Копія пам'ятнику, що був виготовлений російським скульптором Рукавишніковим 1904 року, подарована Херсону працівниками ленінградського музею імені Суворова й встановлена на однойменній вулиці Херсона на честь 150-річчя від смерті Суворова у 1950 році. На честь святкування 225-річчя міста у 2003 погруддя було переміщене на початок вул. Суворова.. Погруддя Суворова у мундирі з погонами та стрічкою через плече на постаменті. В ніч на 24 жовтня 2022 погруддя було демонтоване та вивезене російськими окупантами при підготовці відступу з Херсону..                            |
| Пам'ятник адміралові Федору Ушакову        | 1957              | 24 жовтня 2022 | Просп. Незалежності, 20                                                          |      | Пам'ятник було відкрито 1957 року. Початкова скульптура була виготовлена з оргскла. 1970 року скульптуру замінили на бронзову. Автори — Н. Кравченко, П. І. Кравченко, А. Ю. Чубін. 26 жовтня 2022 був демонтований та вивезений російськими окупантами при підготовці відступу з Херсону.. |
| Погруддя Володимира Маяковського           | 1962              | 2023           | Вул. Стрітенська, 17                                                             |      | Автор — І. Г. Шапко. Наприкінці 2023 був демонтований в рамках кампанії з деколонізації після російського вторгнення. |
| Пам'ятник Ленінської «Іскри»               | 1983              | 2015           | Вул. Соборна                                                                     |      | 13 січня 2015 року комунальними службами Херсона зі стели було демонтовано портрет Леніна та напис «Іскра». 14 січня 2015 року біля стели відбувся мітинг, на якому було вирішено перейменувати пам'ятник. |